# Andrena bellidoides
Andrena bellidoides là một loài Hymenoptera trong họ Andrenidae. Loài này được LaBerge mô tả khoa học năm 1968.